# Weymouth and Portland

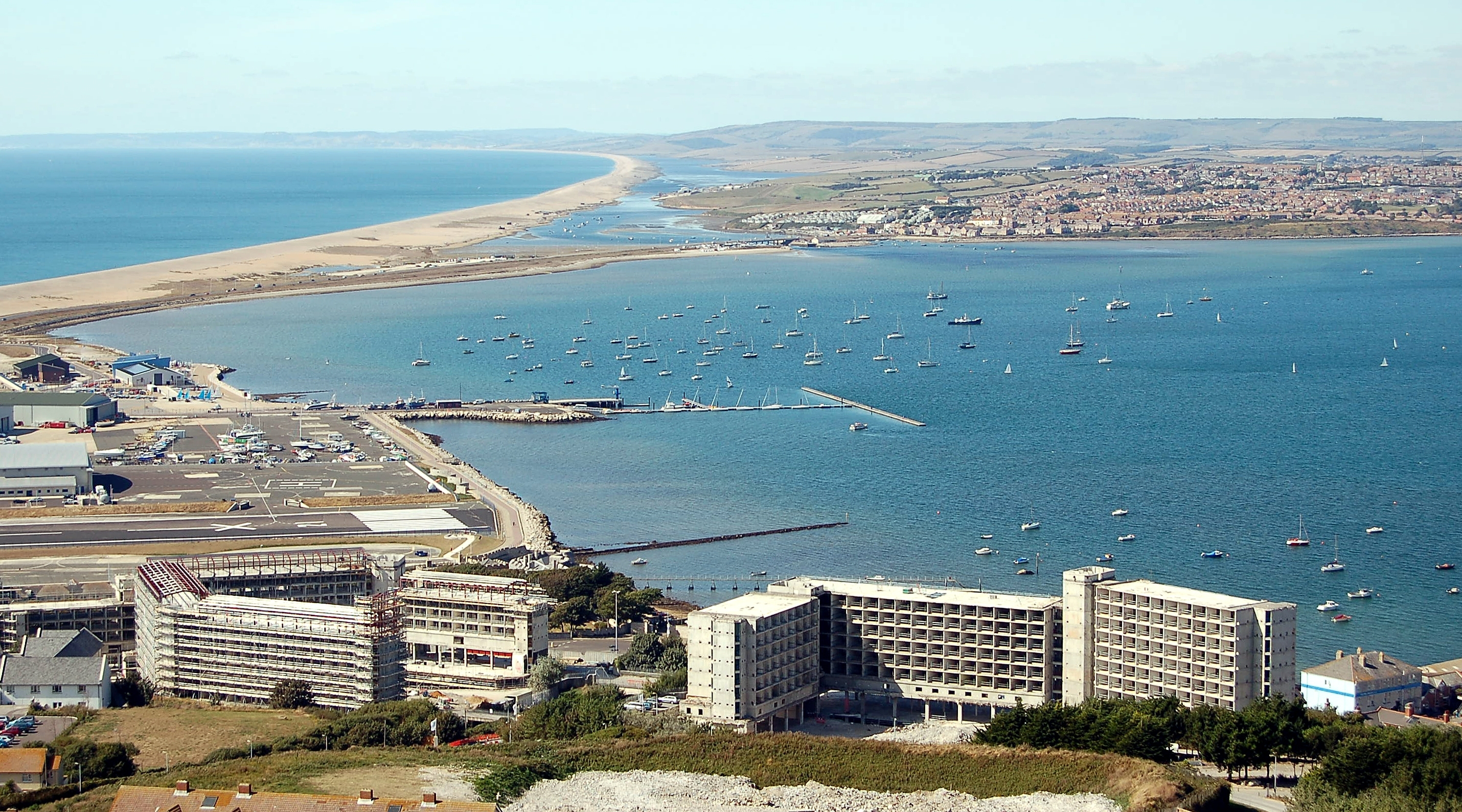
Port Portland Harbour oraz miejscowości Wyke Regis i Weymouth (w tle) widziane z wyspy Portland

Weymouth and Portland – dawny dystrykt niemetropolitalny w hrabstwie Dorset w Anglii, obejmujący miasto Weymouth i wyspę Portland. Do innych miejscowości leżących w dystrykcie należały Radipole i Wyke Regis.
Dystrykt utworzony został 1 kwietnia 1974 roku. Funkcjonował do 1 kwietnia 2019 roku, kiedy to z połączenia pięciu dystryktów utworzona została jednostka typu unitary authority – Dorset.